# John Stowe
John Eric Stowe, OFM Conv., (nacido el 15 de abril de 1966) es un prelado estadounidense de la Iglesia católica que ha sido obispo de Lexington en Kentucky desde 2015.

## Biografía

### Primeros años de vida
Stowe nació en Amherst, Ohio, el 15 de abril de 1966 de John y Lucy Stowe y creció en Lorain, Ohio.  Después de graduarse de la Escuela Secundaria Católica Lorain en 1984, fue admitido como candidato a la Provincia de Nuestra Señora de la Consolación de la Orden de los Frailes Menores Conventuales.  Después de que Stowe completó su año de noviciado y fue admitido en la Orden, fue enviado a estudiar a la Universidad de Saint Louis; se graduó con una doble especialización en historia y filosofía.  Hizo sus votos solemnes en la Orden el 1 de agosto de 1992.
Stowe luego prosiguió sus estudios de seminario en la Escuela Jesuita de Teología en Berkeley, California.  Recibió los grados de Maestría en Divinidad y una Licenciatura en Sagrada Teología, especializándose en historia de la iglesia.

### Sacerdocio
Stowe fue ordenado sacerdote el 16 de septiembre de 1995 y luego fue asignado por su provincia para servir en parroquias en El Paso, Texas.  En 2002, Stowe fue invitado por el obispo Armando Ochoa, obispo de El Paso, para administrar la cancillería diocesana y servir como su vicario general.  Más tarde fue nombrado canciller de la diócesis.  En 2010, Stowe fue elegido vicario provincial de su provincia franciscana.  Luego se le dieron las responsabilidades adicionales de rector de la Basílica y el Santuario Nacional de Nuestra Señora de la Consolación en Carey, Ohio.

### Obispo de Lexington
El 12 de marzo de 2015, el Papa Francisco nombró a Stowe obispo de la Diócesis de Lexington.  Recibió su consagración episcopal de manos del Arzobispo Joseph Kurtz con los Obispos Armando Ochoa y Gabriel Enrique Montero Umaña como co-consagradores  el 5 de mayo de 2015. 
En febrero de 2018, Stowe se unió a la Junta de Pax Christi USA como su presidente.  En enero de 2019, Stowe escribió un artículo de opinión que criticaba a Nick Sandmann y a otros estudiantes de la Escuela Secundaria Católica de Covington por usar ropa deportiva que apoyaba al presidente Donald Trump durante el mitin March for Life de 2019 en Washington D. C. Dijo que el eslogan "Make America Great Again" en su vestimenta "apoya a un presidente que denigra la vida de inmigrantes, refugiados y personas de países que describe con palabras indecentes y pone en peligro al azar con políticas que amenazan la vida".
En marzo de 2021, Stowe expresó su apoyo a la Ley de Igualdad federal, una legislación propuesta a la que se opuso la Conferencia de Obispos Católicos de EE. UU.  Escribió que "Como obispo católico, odio ver cualquier forma de discriminación dañina protegida por la ley y es consistente con nuestra enseñanza para garantizar que las personas LGBTQ tengan la protección que necesitan".